# Johan Nilsson i Skravelsjö
Johan Nilsson (i riksdagen kallad Nilsson i Skravelsjö), född 1 april 1846 i Umeå landsförsamling, Västerbottens län, död där 21 april 1904, var en svensk hemmansägare och riksdagsman.
Nilsson var riksdagsman i andra kammaren 1894–1902, invald i Umeå tingslags valkrets. Han var en konservativ och frihandelsvänlig lantmannapartist och suppleant i lagutskottet. Han skrev fyra egna motioner bl a om anslag till myrutdikningar och om ungskogsskyddet i Västerbottens o Norrbottens län.